# 31389 Alexkaplan
31389 Alexkaplan este o planetă minoră (asteroid), cu un diametru de 2,951 km, din centura de asteroizi. A fost descoperită pe 17 decembrie 1998 la centre de recherches en géodynamique et astrométrie⁠(d) de OCA-DLR Asteroid Survey⁠(d). 
Obiectul prezintă o orbită caracterizată de o semiaxă mare de 2,4108229 UAi, o excentricitate de 0,12, o înclinație de 3,38926 ° în raport cu ecliptica.